# 斉藤帆夏
斉藤 帆夏（さいとう ほのか、2000年7月22日生まれ）は、日本のAV女優。ティーパワーズ所属。

## 略歴
学生時代は新体操に打ち込み、筋トレを頑張っていたことから身長が伸びなくなった（149cm）と自称。寝転がると木目のタイル地5枚分の身長だったことから、Instagramの名前を一時期『タイル5枚分』にしていたこともある。
19歳の時に彼の家に泊まることになり、エロの「予習」として見たことでAVと出会う。このときエロ系の漫画やハウツーものを読んだため、「『初体験は痛い』と書いてあったのでドキドキしていたんですけど、全然痛くなくて、すんなり出来ました」、「『気持ちよさそうにしましょう』と書いてあったので、気持ちよさそうな感じを演じました」と原体験を語っている。ここでの演技体験がのちのAVデビューにもつながった。
歯科助手、アパレル店員などを経て、エッチへの探求心からAV女優になることを決める。ただし「オジサンとエッチをしないといけない」ことは不安の一因であったという。
デビュー作『斉藤帆夏 AV DEBUT』は10月9日週FANZA通販フロアランキング初登場9位。
2025年3月1日、SOD専属卒業をSNSで発表。企画単体女優へと転向する。

## 人物
特技は新体操（得意種目はリボン）。特徴はオナニー週5回すること、濡れやすいこと。好きな体位は正常位。AVライターの芝田カズは「新体操で培ったしなやか軟体が魅力で、Y字バランス立位や180度開脚した寝バックもこなす」と評した。
デビュー作撮影時は23歳。趣味は料理。好きな食べ物はハンバーグ。基本的な睡眠時間は1日12時間。前述のように性体験は遅く、オナニー初経験も20歳から。

## 作品

### アダルトビデオ
2023年
- 斉藤帆夏 AV DEBUT（2023年11月9日、SODクリエイト）※10月11日先行配信
  - 斉藤帆夏SODstarデビュー記念 デビュー前の秘蔵映像付き豪華2本セット225分（2023年11月27日、SODクリエイト）※後述の配信作品を収めたDVDとの限定セット
- 斉藤帆夏 絶頂開発 小柄な敏感BODYをガクブル震わせながらジブン史上最高の激イキ! 巨根大絶頂（12月7日、SODクリエイト）

2024年
- ドMゆえに本番禁止なのに断れない性格で責められると気持ち良さに抗えず本番までヤっちゃった!! 照れカワ敏感早漏新人風俗嬢 斉藤帆夏（1月11日、SODクリエイト）
- あなたのお宅に凸ります! 圧倒的、低身長・軟体スレンダーの体で素人男性の要望を何でも聞いてくれる癒しの女神! 斉藤帆夏（3月7日、SODクリエイト）[5]
- 身長差40cm！！高身長のデッカい男たちとガリバーセックス！斉藤帆夏（5月9日、SODクリエイト）[6]
- 「大丈夫?アパート近いんだけど休んでく?」新入社員だけの飲み会で潰れた僕を新設丁寧に解放してくれた優しい動機の無防備な部屋着がヤバ過ぎて気づいたら朝までヤリまくっていた話。（実は逆お持ち帰りでした。斉藤帆夏（6月6日、SODクリエイト）
- 地味だけどエロそうな事務員さんに、仕事のストレスがたまった時にむっつり手コキフェラでこっそり抜いてもらっています。 斉藤帆夏（7月11日、SODクリエイト）
- 新米で新婚の女教師が担当クラスのエリート学級委員長に仕組まれた逆恨みNTR 今ではクラス全員の性処理道具です。 斉藤帆夏（8月8日、SODクリエイト）
- デビュー1周年記念 初！1ヶ月の禁欲解禁！極限の我慢状態からの性欲超大解放！！チ○ポを貪り喰いまくる！発情セックスドキュメント！！！ 斉藤帆夏（10月10日、SODクリエイト）
- 「僕は、彼女がハメられている所が見たい。」同僚が仕込んだ絶倫マッサージ師に不本意にイカされ突かれる姿を録画された美人OL。 斉藤帆夏（11月7日、SODクリエイト）[7]
- クリスマスSP トビジオっ！特報NEWS 業務中、ずっと痙攣・潮吹きっぱなし・失禁しても平然と原稿を読み上げる・斉藤帆夏アナウンサー（12月12日、SODクリエイト）[8]

2025年
- 連れ込みマジックミラー号 逆ナンチャレンジ 斉藤帆夏（1月9日、SODクリエイト）[9]
- 初ナマ中出し解禁。汗だくまみれの大絶頂、大絶叫セックス 斉藤帆夏（2月6日、SODクリエイト）[10]
- 【積極奉仕でヌイてくるパイパン美女】手マンですぐ潮吹いちゃう敏感ボディ！入浴後はイチャ甘なハメ撮り開始！おもちゃでクリ刺激＆正常位で膣奥ピストン！中出し後に即二回戦しちゃう濃密セックスタイム！！【モテ女の本音】【ほのか】 斉藤帆夏（5月11日、DOC）
- 転生したら看護実習用マネキンになっていた担任教師 教え子に囲まれ挟まれ全方位責め悶絶ハーレムで身動きできないけど毎日幸せです（6月5日、ディープス）
- 【VR】性欲の強すぎる義妹とワンルーム居候性活 オナニーも満足にできない状況でセックスに溺れた僕たち 斉藤帆夏（6月15日、KMPVR-彩-）

#### 配信限定
- まだ素人だったときのハメ撮り映像!? 斉藤帆夏 (23)（2023年10月24日、SODクリエイト）※配信限定
- 素人ホイホイZ 女子アナ系美女@かほの（2025年3月30日、素人ホイホイZ）※かほの名義

### イメージビデオ
- Honoka Innocent summer sail・斉藤帆夏（2024年6月20日、REbecca）

### デジタル写真集
- 斉藤帆夏 Pink Hip Girl（2024年2月9日、小学館、撮影：ICHI）[11]

## 出演

### ラジオ
- ニューヨーク・小湊よつ葉のマジックミラーナイト（2023年11月12日、11月19日、文化放送）